# Die Krüppel
Die Krüppel ist ein Gemälde von Pieter Brueghel dem Älteren aus dem Jahr 1568. Es wurde mit Ölfarben auf Holz gemalt und befindet sich im Louvre.

## Beschreibung
Das kleinformatige Bild ist etwas breiter als hoch. Es zeigt vor einem architektonischen Hintergrund eine Gruppe von sechs Personen, von denen mindestens fünf körperlich deformiert und behindert sind. Diese fünf Männer nehmen den Vordergrund des Bildes ein und bilden eine recht bewegte Gruppe: Zwei der Personen sind nach links gewandt und scheinen eben zu hüpfen bzw. sich an ihren Krücken auf die linke untere Ecke des Bildes zuzuschwingen, zwei wenden dem Betrachter den Rücken und scheinen eher nach rechts in den Hintergrund zu streben, eine steht etwas rechts von der Mittelachse des Bildes nach rechts gewandt, dreht jedoch den Kopf zur linken Bildseite. Hinter den fünf Männern geht in der rechten Bildhälfte eine vermummte, wahrscheinlich weibliche Gestalt vorbei. Sie bewegt sich nach rechts und trägt einen Teller vor sich her, der ebenso gut zum Einsammeln wie zum Austeilen milder Gaben für Bettler dienen kann. Die roten Backsteingemäuer im Hintergrund führen in Fluchtpunktperspektive zu einem Torbogen, hinter dem Bäume zu erkennen sind; die Vegetation ist jedoch sowohl im Hinter- als auch im Vordergrund eher trist und mager dargestellt.
Dem Mann, der sich am linken Bildrand vorwärtsschwingt, ist seine hohe rote Kopfbedeckung ins geneigte Gesicht gerutscht, so dass seine Augen nicht zu erkennen sind. Der Blick scheint jedoch seinem Nachbarn zugewandt zu sein, der, wie er selbst, keine Füße hat und sich, wenn auch weniger schwungvoll, in dieselbe Richtung bewegt. Die beiden fußlosen Männer nutzen jeweils Achselkrücken und tragen an ihren Unterschenkeln eine Art Protektoren, um auf den Schienbeinen rutschen oder stehen zu können, wobei die Konstruktion jedoch unterschiedlich ist: Die Hilfsmittel, die der „Springende“ am linken Bildrand trägt, können offenbar nur bei waagerechter Lagerung der Unterschenkel genutzt werden, während sich bei dem zweiten Fußlosen vorne an dem Schienbeinschutz jeweils ein Dorn befindet, der möglicherweise ein halb aufgerichtetes Stehen auf den Beinstümpfen ermöglicht. Von dem Mann im graubraunen Umhang, der sich hinter diesen beiden Personen befindet, ist fast nichts zu sehen. Sein Kopf befindet sich deutlich unter der Horizontlinie, was darauf hindeutet, dass auch er nicht normal auf vollständigen Beinen steht; ansatzweise ist unterhalb des rechten Armes, sofern dieser überhaupt vorhanden ist, eine Gehhilfe zu sehen. Weitere Details sind jedoch nicht zu erkennen. Der Mann ganz rechts ist ebenfalls fußlos und nutzt Achselkrücken sowie korbartige Vorrichtungen unter den Unterschenkeln, auf denen er der Frau im Hintergrund, die einen rotbestrumpften Fuß sehen lässt, nachzurutschen scheint. Sie sind mit breiten Riemen an den Beinresten befestigt. Der Mann in der Mitte mit der pelzgeschmückten Kopfbedeckung ist im Besitz aller Gliedmaßen, steht jedoch verdreht auf stark gebeugten Beinen, die offenbar mit Schellen behängt sind. Nur die Fußspitzen scheinen den Boden zu berühren. Auch dieser Mann nutzt Achselkrücken. Sein Gesicht mit nach oben verdrehten Augen und weit offenem Mund könnte auf eine geistige Behinderung hinweisen, aber auch Anzeichen dafür sein, dass er die gesamte Körpermuskulatur nicht sicher beherrscht. Die pelzgepolsterte helmartige Mütze, die meist anderweitig gedeutet wurde, könnte vor diesem Hintergrund auch eine Schutzvorrichtung für den Fall eines Sturzes sein. Auch der zweite Mann, dessen Gesicht komplett erkennbar ist, hält seinen Mund nicht ganz geschlossen, hat jedoch einen eher zielgerichteten Blick. Seine Mimik könnte eher auf die Anstrengung, mit der die Fortbewegung verbunden ist, zurückzuführen sein.
Vier der behinderten Männer tragen Oberkleidung, die mit Tierschwänzen behängt ist, die drei rechts im Vordergrund außerdem einen weißen Überwurf über ihren anderen Kleidern. Die Abgebildeten tragen außerdem verschiedene Kopfbedeckungen, die von manchen Betrachtern als karnevalistisch bezeichnet und als satirische Verdeutlichung ihres Elends gesehen wurden. Neben einer Bischofsmütze sind angeblich ein Ritterhelm, eine Pelzmütze und eine Königskrone vertreten; in der Tat tragen die drei vorderen Figuren relativ hohe, steife Kopfbedeckungen oder Aufsätze auf ihren Hüten oder Mützen, die in recht auffallenden Farben, weiß und rot, gehalten sind.

## Deutungen

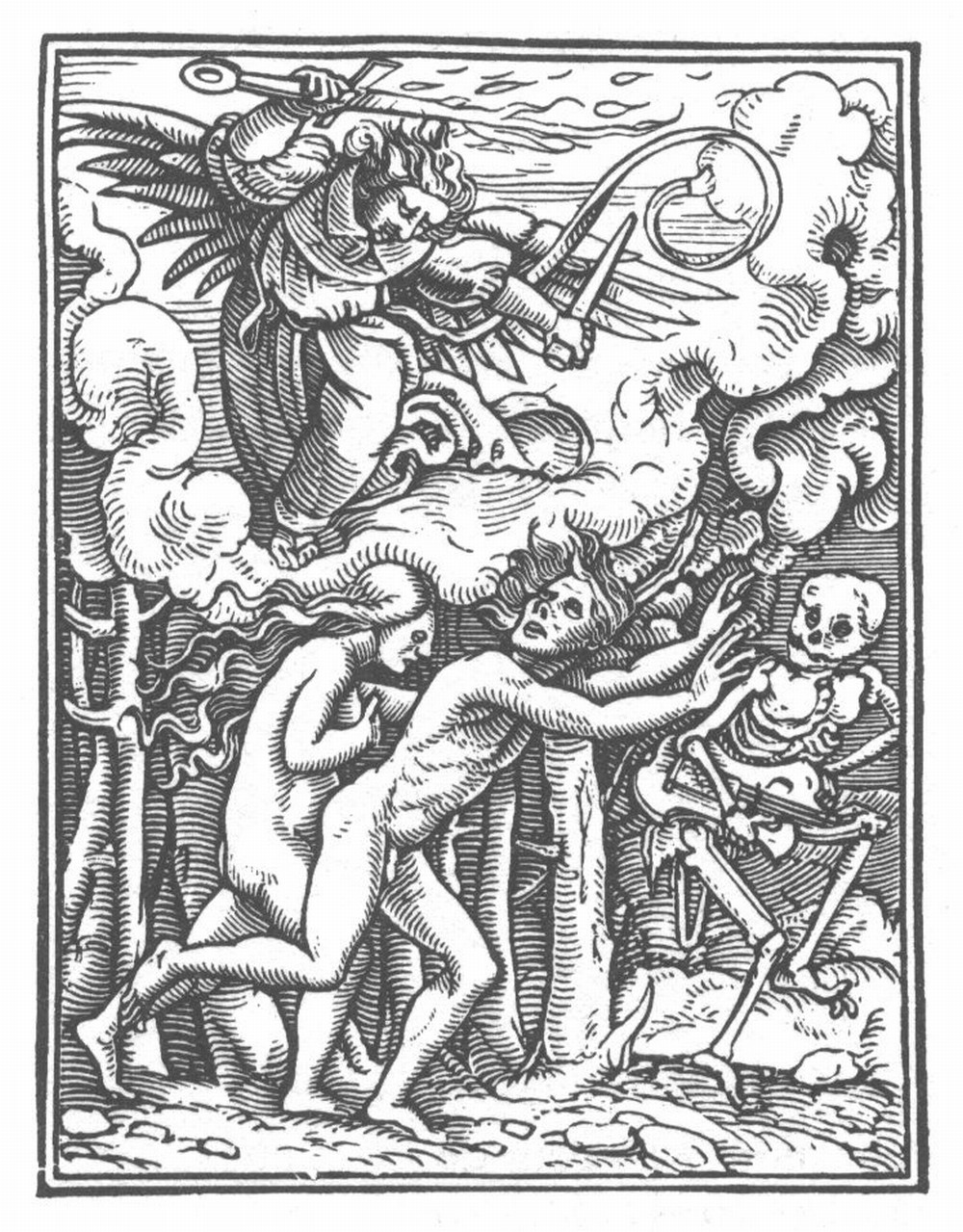
Hans Holbein d. J.: Die Vertreibung aus dem Paradies

Die an die Kleidung angehefteten Rotfuchsschweife (dabei auch Marderschwänze?), waren wie die Schellen Accessoires der Narren, dazu passen die narrenmäßigen, wahrscheinlich aus Pappkarton hergestellten Kopfbedeckungen. Die Kleidung, insbesondere die Kopfbedeckungen, bot Spielraum für weitere interpretatorische Bemühungen; das Bild wurde unter anderem als eine Veranschaulichung des Spruches „Hütet Euch vor den Gezeichneten“ gesehen.
So wurde das Bild etwa als Darstellung der unterschiedlichen Stände aufgefasst: Die rote Krone symbolisiert demnach den König, das Barett den Bürger, der Helm den Soldaten, die Mütze den Bauern und die Mitra den Bischof – was dazu führte, dass Brueghels Krüppel als „eine Art Totentanz in der Tradition Holbeins“ interpretiert wurden: Vor dem Tod, der alle Stände dahinrafft, sind alle Menschen nur Krüppel und Bettler und dem Bösen zum Opfer gefallen. Die personifizierte Mildtätigkeit mit der Schale kann sich von dieser Gesellschaft nur abwenden. Dem Durchgang ins Licht wendet sich nur die Figur zu, die den Bauernstand verkörpert, ob sie ihr Ziel allerdings erreichen kann, ist fraglich.
Eine andere Deutungsmöglichkeit ist die Idee, in dem Bild einen Bezug zu den Hugenottenkriegen zu sehen, in denen die aufbegehrenden Protestanten sich den katholischen Vertretern des Königtums widersetzten. Der Herzog von Guise, was ähnlich klingt wie das französische Wort für Bettlerin, gueuse, war der wichtigste Heerführer der Krone. Damit könnte man das Bild auch als satirische Darstellung des Herzogs von Guise ansehen, der nur Krüppel und Elend hinterlässt und sich davonschleicht.

## Einordnung
Laut Max Dvořák dokumentiert das Bild Die Krüppel die Abwendung Brueghels von der Bilderbogentechnik und die Schaffung einer neuen Form des Sittenbildes, das durch „inhaltliche und formale Konzentration“ auf die Einzelgruppe zustandekomme.
Als bewussten Akt der Dekomposition im Sinne der von Vittorio Imbriani und Benedetto Croce entwickelten Macchia-Theorie, nach der schon der erste, ferne Eindruck eines Gesehenen, der „Farbfleck“ (macchia) einen entsprechenden Impuls beim Betrachter auslösen muss, sah Hans Sedlmayr manche Eigentümlichkeiten des Brueghelschen Schaffens an und kam unter anderem zu dem Ergebnis: „Das Ideal wäre ein Leib von primitiver Sackform ohne Extremitäten: für diese Auffassung sind die monströsen Körperklumpen der Krüppel ein idealer Darstellungsgegenstand [...] Die Bilder Bruegels sind in gewissem Sinne besonders geeignet, die Theorie Imbrianis zu belegen, denn sie enthalten auf merkwürdige Weise auch noch in ihrem ausgeführten Zustand jene erste ferne Vision. Um den ›Farbenfleck‹ wiederherzustellen, von dem das vollendete Bild ausgegangen ist, braucht man bei ihnen – so scheint es – nicht erst künstlich von der gegenständlichen Bedeutung abzusehen, indem man sich gleichsam seelenblind stellt. Sondern das Bild selbst, oder genauer einer der beiden Grundbestandteile [...] zeigt die Tendenz, die gegenständliche Bedeutung abzustreifen und dem Betrachtenden rein als buntes Muster aus Farbflecken zu erscheinen. Ohne jede Aktivität unsererseits, im ruhigen passiven Anschauen beginnen bei längerem Hinsehen (bei manchen Betrachtern auch sofort) die menschlichen Figuren der typischen Bruegel-Bilder sich zu dekomponieren, in Teile zu zerlegen und damit auch ihre Bedeutung und ihren gewohnten Sinn einzubüßen. Wenn dieser Vorgang seinen Höhepunkt erreicht, sieht man statt der Figuren eine Menge flacher bunter Flecken von fest geschlossener Kontur und einheitlicher Färbung, die unverbunden und ungeordnet neben- und übereinander in einer vordersten Schichte des Bildes zu liegen scheinen. Es sind gleichsam die Atome des Bildes. Aber nicht das gesamte Bildgefüge wird von dieser Verwandlung ergriffen. Der landschaftliche Tiefraum, in dem die Figuren stehen, neigt von sich aus weder zu diesem Zerfall in Stücke noch zu solchem Bedeutungsverlust, und selbst wenn von den sich zerlegenden Figuren her die Tendenz zur Zersetzung auch auf Teile seines Gefüges übergreift, leistet er ihr Widerstand [...] Der Gesamteindruck, der auf diese Weise entsteht und den im Betrachter Erlebnisse des Staunens, der Befremdung begleiten, ist überaus charakteristisch für fast alle gemalten Bilder Bruegels, wenn er auch in den großfigurigen mit gewissen Abweichungen eintritt [...] Es kann keinen Zweifel geben, daß Bruegel den beschriebenen Effekt mit größter Absichtlichkeit angelegt hat.“

## Pathologie
In den 1950er Jahren verfasste der Doktorand Tony-Michel Torrilhon an der Sorbonne eine Dissertation über Die Pathologie bei Bruegel, in der er sich mit den bei Brueghel dargestellten Krankheitsbildern beschäftigte. Torrilhon leugnete die Einflüsse, die Hieronymus Bosch auf den jungen Brueghel hatte und die schon von seinem ersten Biographen, Carel van Mander, erkannt wurden, nicht. Im Gegensatz zu Bosch habe Brueghel sich aber, so Torrilhon, keine phantastischen Übertreibungen des Grotesken gestattet, sondern die Krankheiten und Missbildungen, die ihn offenbar sehr interessierten, so objektiv dargestellt, dass allein nach den Gemälden sichere Diagnosen gestellt werden könnten. Brueghel habe sozusagen „mit den Augen eines Arztes“ gemalt.
An dem Bild Die Krüppel interessierten Torrilhon vor allem die präzise dargestellten orthopädischen Hilfsmittel aus der Zeit der Renaissance, bei der Bearbeitung anderer Bilder oder Bilddetails Brueghels nannte er explizit die Leiden, die seiner Ansicht nach hier dargestellt wurden.

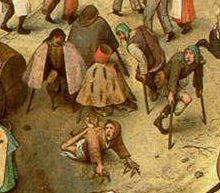
Streit des Karnevals mit den Fasten, Detail

Er entdeckte beispielsweise im Streit des Karnevals mit den Fasten aus dem Jahr 1559 ein Opfer der Buergerschen Krankheit: Die Thrombangiitis obliterans führt zum Absterben von Gliedmaßen durch Entzündung der Blutgefäße. Der Bettler, der auf dem Fastenbild zu sehen ist, hat keine Füße mehr und auch der linke Unterarm fehlt ihm.
Auf demselben Bild glaubte Torrilhon auch noch einen an syphilitischer Muskellähmung oder spinaler Kinderlähmung Erkrankten ausmachen zu können: Der Mann kriecht mit Hilfe von Handstützen und zieht seinen Körper, der mit extrem angewinkelten Knien auf einem Korb ruht, nach.
Reichen Stoff für diagnostische Betätigung gaben dem Doktoranden die Blinden, mit denen Brueghel einen Bibelspruch illustrierte: „Wenn aber ein Blinder einen anderen leitet, so fallen sie beide in die Grube.“ Brueghel stellte nicht nur zwei Blinde, sondern gleich sechs dar. Von links nach rechts gesehen, diagnostizierte Torrilhon bei den dargestellten Personen einen Fall von chronischem Pemphigus, einen Fall von Schwarzem Star, einen Fall von Atrophie der Augäpfel durch Augenentzündung oder Grünen Star und einen Fall von Leukom. Dem fünften Dargestellten seien die Augäpfel operativ entfernt worden, das Gesicht des sechsten ist nicht zu erkennen, so dass Torrilhon hier auch keine Diagnose stellen konnte.

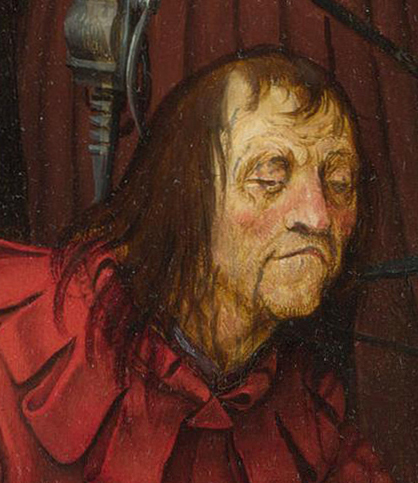
Anbetung der Könige, Detail

Auf der Anbetung der Könige entdeckte Torrilhon ein Opfer der Syphilis im zweiten Stadium: Einer der Könige aus dem Morgenlande leide an einer dadurch bedingten Lähmung der Gesichtsoberfläche.
Auf der Dorfkirmes fand er einen Dudelsackpfeifer, der berufsbedingt an geschwollenen und entzündeten Lippen, erschlaffter Backenmuskulatur und einer geschwollenen Ohrspeicheldrüse leide, weshalb denn auch der junge Bauer, der neben der Figur stehe, die Aufgabe habe, ihm regelmäßig zu trinken zu reichen, damit er überhaupt weiterspielen könne. Weitere Leiden, die Torrilhon auf Brueghel-Gemälden zu entdecken glaubte, waren Nasen- und Schlundkopfgewächse, ein deformiertes Ohr, das er als Stahls Ohr Nr. 3 klassifizierte, sowie Symptome der Basedow-Krankheit.
Neben körperlichen Symptomen habe Brueghel jedoch auch seelische ins Bild umgesetzt. So sah Torrilhon in der Landschaft und Versuchung des heiligen Antonius die Wahnerscheinungen eines Paranoikers und in der Tollen Grete Halluzinationen, die auf eine Klimakteriums-Psychose zurückzuführen seien. Die Zeitung Le Monde äußerte sich zu Torrilhons Thesen eher kritisch, der Doktortitel wurde ihm jedoch für seine Untersuchungen zuerkannt. Später arbeitete Torrilhon allerdings nicht im medizinischen Bereich, sondern wandte sich ganz der Kunst zu.